# Stevan Petrović Knićanin
Stevan Petrović Knićanin (Стеван Петровић Книћанин, Knić, 1807. február 15. – Belgrád, 1855.május 14.) szerb politikus, katonatiszt. Az 1848–49-es forradalom és szabadságharc ellen fellépő szerbiai önkéntesek parancsnoka, 1849-től vezérőrnagyi rangban az osztrák császári hadsereg tábornoka, 1853-tól a Szerb Fejedelemség hadügyminisztere.

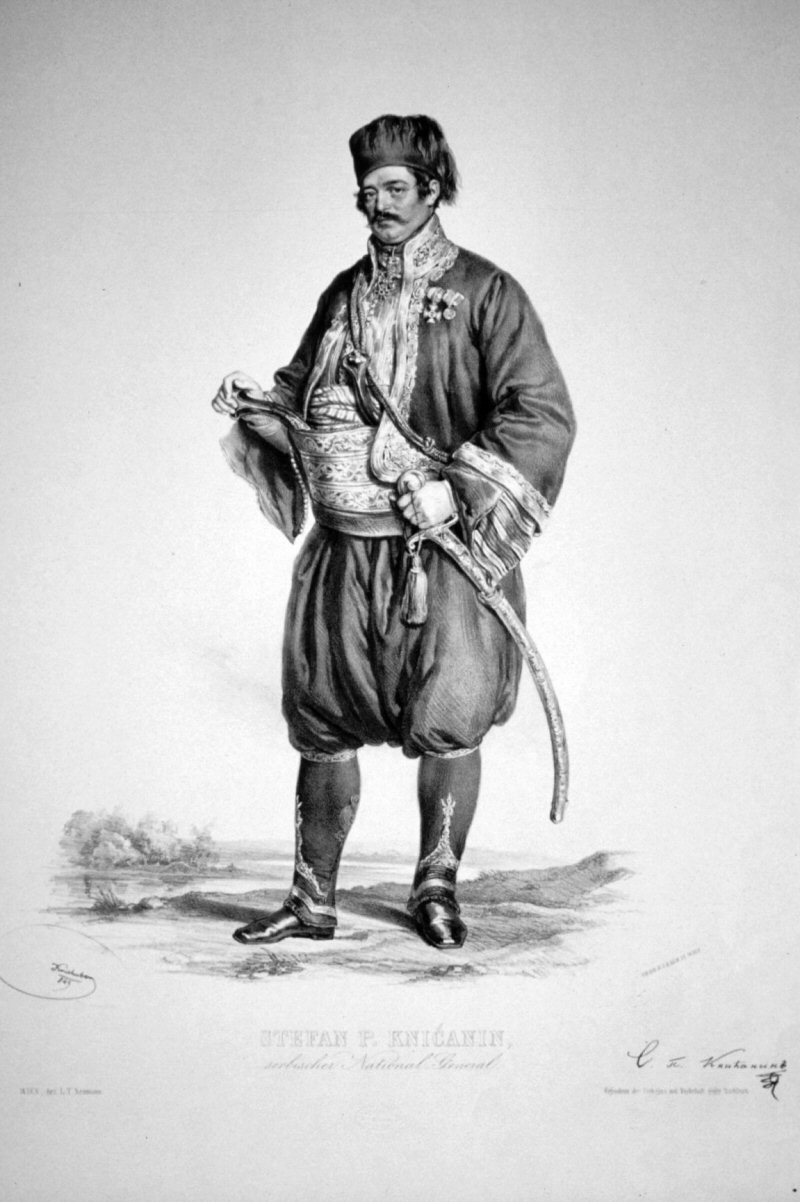
Stevan Knicanin vezérőrnagy

## Életrajza
1840-ig szerb körzeti elöljáró volt, majd Mihály szerb fejedelem uralkodása alatt emigrációba kényszerült. Karagyorgyevics Sándor 1842-ben visszahívta és a szerb államtanács tagjává nevezte ki. 1848 nyarán, mikor kitört a délvidéki háború a szerb kormány engedélyével önkénteseket toborzott a délvidéki szerbek megsegítésére. A felállított segédcsapatok (szerviánusok) parancsnokaként ezredesi, majd 1849-től vezérőrnagyi rangban részt vett a délvidéki harcokban. Knićanin és más vajdasági szerb vezetők célja az volt, hogy a Vajdaság függetlenségét kinyilvánítsák, mely államot később egyesítenek Szerbiával.
A harcokban humánus ellenfélnek bizonyult, védekező hadműveletekben jobb képességeket árult el, mint támadóakban. Augusztus 18-án, majd augusztus 30-án is támadást indított Fehértemplom ellen, de csapatait Maderspach Ferenc százados irányításával a magyar erők visszaverték. 1848 szeptemberétől csapataival megszállta és megerősítette a tomaseváci szerb katonai tábort, majd részt vett az 1848. decemberi és 1849. januári Tomasevác környéki harcokban, így 1848. december 15-én a jarkováci ütközetben, majd 1849. január 2-án a pancsovai ütközetben. 1849 áprilisától Ðorđe Stratimirović mellett a titeli-fennsík védelmének egyik szervezője volt.
A szabadságharc leverése után jutalmul császári vezérőrnagyi rangot kapott és megkapta a Mária Terézia-rend lovagkeresztjét. Szerbiába visszatérve ismét a szenátus tagja lett, majd 1853-tól a fejedelemség hadügyminiszterévé nevezték ki.